# عبد الله بن غصاب

## السيرة الذاتية
أصبح الشاعر عبد الله بن محمد بن غصاب أميرأ على قرية الشعيبة في أوائل الثلاثينات ميلادي من القرن الماضي، وذلك بعد وفاة والده الأمير محمد بن غصاب، ويعتبر الشاعر عبد الله بن غصاب شاعر الشعيبة الأول، وله قصائد نبطية كثيرة وهو شاعر قلطة كبير له مساجلات كثيرة مع كبار شعراء الكويت، والخليج العربي، وكان يلقط البيت الشعر، ويقوله قبل الشيالة في لعب القلطة، ويشتعل صدره كأنه دبيب النمل عندما يلعب.
لم يرزق بأولاد ورُزق بإبنتين توفيت إحداهن في صغرها.

## حول حياته وأصدقائه
كان للشاعر عبد الله الغصاب أصدقاء كثيرون أبرزهم:
- الشيخ أحمد الجابر الصباح أمير الكويته (1921-1950)
- الشيخ عبد الله السالم الصباح أمير الكويت (1950-1965)
- الشيخ عبد الله الأحمد الصباح
- الشيخ علي الخليفة الصباح
- الشيخ صباح السالم الصباح أمير الكويت (1965-1977)
- الشيخ عذبي الصباح

وبعض أبناء المضف ومبارك المعوشرجي.
ومن الشعراء البارزين في الكويت:
- الشاعر زيد عبد الله الحرب
- الشاعر عبد الله سعد اللوغاني
- الشاعر فهد عبد المحسن الفهد (الخشرم)
- الشاعر فهد راشد بورسلي
- الشاعر عبالله الدويش
- الشاعر عبد الله السنان
- الشاعر مرشد البذالي
- الشاعر رجا بن فزير
- الشاعر سلطان بن فرزان السهلي
- الشاعر صقر الصافي
- الشاعر ابن شريم
- الشاعر ابن الويحان

وآخرون وللشاعر عبد الله الغصاب عدة قصائد مغناه منها القصيدة التي غنتها عائشة المرطة ومطلعها:
ولقد كان للشاعر عبد الله الغصاب يجلس مع الشيخ علي الخليفة الصباح، والشيخ عبد الله الأحمد الصباح في قصر نايف.
من أبرز أصدقاء الشاعر عبد الله الغصاب من الشعراء البارزين في الشعر النبطي في الكويت الشاعر رجا الفزير الجواري العازمي، والفزير لقب لأحد أجداده نسبة إلى أنفه الذي كان مرتفعا أي أفزرا، والفزير أحد العوائل المعروفة في فخذ الجوارية في قبيلة العوازم الهوزانية، الذي يرجع نسبها إلى قبيلة هوازن القديمة، ولقد ولد عام 1896 م، وتوفي عام 1979 وقد أرسل بقصيدة (بحر المسحوب - يالله يا علام في غيب هني) وهي إحدى قصائدة التي أرسلها إلى صديقه.

## ولادته وتربيته وتعليمه
الشاعر عبد الله بن غصاب ولد في قرية الشعيبة عام 1901م، ويقال لها سنة معركة الصريف، وعاش، وتربى في كنف والده أمير الشعيبة محمد بن غصاب، ولقد تعلم القراءة، والكتابة، وحفظ القرآن الكريم، والحديث الشريف عند الكتاتيب في منطقه المرقاب لقد توفي الشاعر أمير الشعيبة عبد الله بن محمد بن غصاب أواخر 1939م الموافق 1358هـ، ولم يرزق بالأولاد الذكور، إنما ابنتان توفيت إحداهن في الصغر، أما الأخرى فلقد تزوجها ابن عمها زيد بن علي بن غصاب، وعقد القران الشيخ الحلابيك في أبو حليفة تخلله حفل زواج عرضة، سامري من فرقة الفنطاس وهم الحمدان والنقيان ومزعل الحنيف والسعيد وله منها أربع بنات وستة أولاد.

## مرضه ووفاته
لقد أصابه مرض، فأدخل المستشفى الأمريكاني، ويذكر ابن أخيه زيد بن علي الغصاب ذلك، فيقول (لا زلت أذكره يوم أن كان في المستشفى، والسرير الذي يرقد عليه مصنوع من حديد، وبجانبه بريمة (وعاء) ماء والزائرون عنده الشيخ عذبي الصباح، والشيخ عبد الله الأحمد الصباح وبعض من أصدقائه من عائلة المضف، ولقد خرج عمي من المستشفى الأمريكاني، وجلس فترة في قصر نايف ثم عاد إلى الشعيبة، وتوفي فيها, ولقد قال قصيدة عنوانها (توبة) قبل وفاته).
ويقول مبارك بن علي بن محمد الغصاب عن وفاة عمه (كان عمي عبد الله بن غصاب عند الشيخ عبد الله الأحمد الصباح وبقي عنده، حتى توفاه الله بعد إجراء عملية في المستشفى الامريكاني. وذلك في آخر عام 1939).
وللأسف عندما توفى الشاعر عبد الله بن غصاب بسبب المرض قام أهله بعد وفاته بإتلاف كل شعره المكتوب، وأورواقه،ومقتنياته ولم يبق من قصائده الكثيرة سوى القليل، والذي حفظه أصدقاؤه ومحبوه بدون أن يدون شعره بكتاب خاص بشعره، وبذلك حرم متذوقو الشعر من معرفة أشعاره، ولم تذكر سوى قصائد معدودات وأبيات شعر متناثرة.

## عمله
لقد كان الشاعر والأمير عبد الله بن غصاب يشتغل في الغوص، وذلك على أيام والده، وترك البحر بعد وفاة والده أمير الشعيبة محمد بن غصاب، وتولى الإمارة من بعده في أوائل الثلاثينات من القرن الماضي.
وكانت له قصاثده في الغوص وما زال محبوه يتناقلونها.
وله قصيدة جميلة يخاطب بها صديقه الشاعر زيد بن عبد الله الحرب، وللقصيدة قصة حزينة عاصرها الشاعر عبد الله بن غصاب أثناء ركوبه البحر، ذكرها سنافي الجدعي بالتلفزيون، وهي قصة امرأة عجوز فقيرة مسكينة كان لديها ابنان شابان صغيران جعلتهم أمهم يذهبان إلى الغوص (غاصة)، وذلك لكي تحصل بعد نهاية موسم (القفال) على الأموال التي سيحصل عليها ابناها من عملهما في الغوص، وكانا جديدين على مهنة الغوص، وكان أيضا بحارة السيب اللذان يجران الغيص من قاع البحر أيضا جديدين على تلك امهنة، فكانت النتيجة أثناء الغوص لم يستطيعا السيوب جر الغاصة، وهما ابنا تلك المرأة الفقيرة، فتوفيا وهما يفوصان، وقبيل موعد حلول القفال كانت أمهم تنتظر عودتهم بفارغ الصبر، وكانت آمالها كبيرة بوصول ابنيها ولكن أثناء القفال بدلاً من أن يحضرا إليها في البيت أرسل النوخذة إليها ابنه وحاجاتهما، وأخبرها الخبر الحزين عن وفاتهما، فكانت مصيبتها كبيرة بفقدان أعز ما تملك في الدنيا، وهما ولداها، فأخذت تبكي بكاء مرا، وتندب حظها العاثر بفقدانها، وقال الشاعر عبد الله بن غصاب قصيدة مؤثوة جداً يصف حالتها التعيسة عنوانها قصيدة كتبها بمصيبة أم فقدت أبنائها في الغوص.

## قصائدة وأعمالة

### قصيدة كتبها بمصيبة أم فقدت ابنائها في الغوص
| معاني الكلمات                     |                                                                                |                                                           |                                                                               |                                                    |
| 1: ممرحيني: نائمين                | 2: جن: كأن                                                                     | 3: المقهوي: الذي يعمل في القهوة                           | 4:كيرة: موقد النار للقهوة                                                     | 5: الضماير: المراد بها داخل الأضلاع القلب وما حولة |
| 6: جاهليني: شابان صغيران          | 7: الفضيلة: الربع من العمل في الغوص                                            | 8: تطريهم: تجربتهم الأولى في الغوص وأبو الحنين معروف مغاص | 9: إشمام: أول مرة: النبرة: أن يجر الغيص الحبل الإيدة حبل الإنقاذ ليسحبه السيب | 10: هدو الأيادي: افلتت من أيديهم                   |
| 11: المستحي: أصحاب النخوة والحياة | 12: زرف: ابتعدت السفينة عنهما في بحر غزير                                      | 13: إشارة هنا إلى حلول القفال وكل يسأل عن صاحبه           | 14: نادريني: الذين وصلوا الكويت أول القفال                                    | 15: قصيرة: جارة                                    |
| 16: وطاكم: أصابكم                 | 17: أسعيدة: من أسماء الإماء المملوكات ويعني به هنا أحد الأشخاص من نواخذة الغوص | 18: دبرته أمره الله سبحانه وتعالى                         | 19: خشيرة: شريكه في ملكه                                                      |                                                    |

### قصيدة: على بحر المسحوب (يالله يا علام في غيب هني)
قصيدة أرسلها إلى صديقه رجا الفريز

### قصيدة أرسلها إلى الشاعر فهد عبد المحسن الخشرم
ومن قصائده الجميلة تلك القصيدة التي أرسلها إلى الشاعر فهد عبد المحسن الخشرم يقول فيها:

### محاورة بين مرشد البذالي وعبد الله بن غصاب وعبد الوهاب النجدي
ابن غصاب
مرشد
غصاب
مرشد
عبد الوهاب
مرشد يرد على عبد الوهاب
عبد الوهاب
مرشد
عبد الوهاب
مرشد
عبد الوهاب
مرشد